# Микайл, Джон
Джон Микайл (англ. John Mikhail, 7 октября 1969, США) — американский юрист, философ и когнитивист. Занимает должность профессора юриспруденции (англ. Carroll Professor of Jurisprudence) в Школе права Джорджтаунского университета, где преподает с 2004 года. Его научные интересы охватывают широкий круг тем, включая конституционное право, моральную психологию, когнитивные науки, теорию права, уголовное право, деликтное право, международное право и права человека.

## Научная деятельность
Является автором книги «Элементы морального познания: Лингвистическая аналогия Ролза и когнитивная наука о моральном и правовом суждении» (англ. Elements of Moral Cognition: Rawls’ Linguistic Analogy and the Cognitive Science of Moral and Legal Judgmen), которая стала значимым вкладом в интеграцию моральной психологии, когнитивных наук и правовой теории.
Джон Микайл предложил оригинальный взгляд на теорию справедливости Джона Ролза, используя когнитивные и лингвистические подходы. В вышеуказанной книге он развивает предложенную Ролзом концепцию аналогии между моральным мышлением и языковой компетенцией. В своей теории Ролз предположил, что моральные принципы можно интерпретировать как врождённые структуры, подобные грамматическим принципам языка. Микайл расширил эту идею, опираясь на достижения современной когнитивной науки. Он утверждает, что человеческое моральное сознание имеет глубокие универсальные основания, аналогичные универсальной грамматике, описанной Ноамом Хомским. Микайл провёл исследования, демонстрирующие, что люди с разным культурным и социальным бэкграундом используют схожие когнитивные схемы при принятии моральных решений. Эти исследования подтверждают предположение Ролза о существовании универсальных принципов справедливости, которые могут быть формализованы и изучены с помощью научных методов. Кроме того, Микайл предлагает использовать эмпирические данные для уточнения и проверки философских выводов Ролза, что открывает новые горизонты для междисциплинарного анализа этики и права.
Он опубликовал более пятидесяти статей, глав, эссе и рецензий в ведущих научных журналах и юридических обзорах, таких как Ethics, Stanford Law Review, Virginia Law Review, Georgetown Law Journal, The Philosophical Review и Trends in Cognitive Sciences.
Его исследования получили широкое признание и были освещены в таких авторитетных изданиях, как Science, Nature, The Washington Post и The New York Times Magazine. Микайл также является автором публикаций в юридическом блоге Balkinization и регулярно выступает как эксперт для СМИ, включая ABC, CNN, MSNBC, NPR и PBS.
В последние годы исследования Микайла сосредоточены на истории американского конституционного права. Одним из ярких примеров его работы стало исследование исторического значения термина «вознаграждение» (англ. emolument), которое легло в основу решения федерального суда разрешить беспрецедентный иск против действующего президента США в деле DC & Maryland v. Trump.
Джон Микайл активно выступает с лекциями в Северной Америке, Европе, на Ближнем Востоке и в Азии. Он также был приглашенным докладчиком на заседаниях Американской философской ассоциации, Общества философии и психологии и в таких институтах, как Йельский университет и Принстонский университет.

## Основные публикации

### Книги
- Mikhail, J. (2011). Elements of moral cognition: Rawls' linguistic analogy and the cognitive science of moral and legal judgment. Cambridge University Press. (Paperback edition, 2013).

### Статьи
- Mikhail, J. (2023). The path of the prerogatives. American Journal of Legal History, 63, 196.
- Mikhail, J. (2023). The original federalist theory of implied powers. Harvard Journal of Law & Public Policy, 46, 57.
- Mikhail, J. (2022). Moral intuitions and moral nativism. In M. Vargas & J. Doris (Eds.), The Oxford Handbook of Moral Psychology (pp. 364—387). Oxford University Press.
- Awad, E., Levine, S., Anderson, M., Anderson, S. L., Conitzer, V., Crockett, M. J., Everett, J. A. C., Evgeniou, T., Gopnik, A., Jamison, J. C., Kim, T. W., Liao, S. M., Meyer, M. N., Opoku-Agyemang, K., Schaich Borg, J., Schroeder, J., Sinnott-Armstrong, W., Slavkovik, M., & Tenenbaum, J. B. (2022). Computational ethics. Trends in Cognitive Sciences, 22, 388—405.
- Mikhail, J. (2002). Review of Shaun Nichols, Rational Rules: Toward a Theory of Moral Learning. Philosophical Review, 131, 399.
- Mikhail, J. (2021). Does originalism have a natural law problem? Law and History Review, 39, 361.
- Mikhail, J. (2021). McCulloch v. Maryland, slavery, the preamble, and the sweeping clause. Constitutional Commentary, 36, 131.
- Mikhail, J. (2021). The Federalist Constitution: Forward. Fordham Law Review, 89, 1669. (with D. S. Schwartz, J. Gienapp, & R. Primus).
- Mikhail, J. (2021). The other Madison problem. Fordham Law Review, 89, 2033. (with D. S. Schwartz).
- Mikhail, J. (2021). Knowledge, belief, and moral psychology. Behavioral and Brain Sciences, 44, 45. (Commentary on «Knowledge Before Belief» by J. Phillips et al.)
- Mikhail, J. (2021). Two types of empirical textualism. Brooklyn Law Review, 86, 461. (with K. Tobia).
- Mikhail, J. (2019). Fixing implied constitutional powers in the founding era. Constitutional Commentary, 34, 507.
- Mikhail, J. (2019). Is the Constitution a power of attorney or a corporate charter? A commentary on «A Great Power of Attorney» by Gary Lawson and Guy Seidman. Georgetown Journal of Law & Public Policy, 17, 407.
- Mikhail, J. (2019). The 2018 Seegers Lecture: Emoluments and President Trump. Valparaiso Law Review, 53, 631.
- Mikhail, J. (2019). A tale of two sweeping clauses. Harvard Journal of Law & Public Policy, 42, 29.
- Mikhail, J. (2019). James Wilson, early American land companies, and the original meaning of 'Ex Post Facto Laws'. Georgetown Journal of Law & Public Policy, 17, 79.
- Levine, S., Mikhail, J., & Leslie, A. (2018). Presumed innocent? How tacit assumptions of intentional structure shape moral judgment. Journal of Experimental Psychology: General, 147, 1728—1747.
- Levine, S., Mikhail, J., & Leslie, A. (2018). The mental representation of moral acts. Cognitive Science, 42, 1229—1264.
- Mikhail, J. (2017). The definition of «emolument» in English language and legal dictionaries, 1523—1806. Georgetown Law Working Paper.
- Mikhail, J. (2016). Chomsky and moral philosophy. In J. McGilvray (Ed.), The Cambridge Companion to Chomsky (2nd ed.). Cambridge University Press.
- Mikhail, J. (2015). The constitution and the philosophy of language: Entailment, implicature, and implied powers. Virginia Law Review, 101, 1063.
- Mikhail, J. (2015). John Mikhail on universal moral grammar. In D. Edmonds & N. Warburton (Eds.), Philosophy Bites Again (pp. 160—198). Oxford University Press.
- Mikhail, J. (2014). The necessary and proper clauses. Georgetown Law Journal, 102, 1045.
- Mikhail, J. (2014). Any animal whatever? Harmful battery and its elements as building blocks of moral cognition. Ethics, 124, 750.
- Mikhail, J. (2013). New perspectives on moral cognition: Reply to Zimmerman, Enoch, and Chemla, Egre & Schlenker. Jerusalem Review of Legal Studies, 8, 66-114.
- Mikhail, J. (2013). Review of Patricia S. Churchland, Braintrust: What Neuroscience Tells Us About Morality. Ethics, 123(2), 354—356.
- Mikhail, J. (2013). Your theory of the evolution of morality depends on your theory of morality. Behavioral and Brain Sciences, 36, 94. (with D. Kirkby & W. Hinzen).
- Mikhail, J. (2012). Moral grammar and human rights. In R. Goodman, D. Jinks, & A. Woods (Eds.), Understanding Social Action, Promoting Human Rights (pp. 160—198). Oxford University Press.
- Mikhail, J. (2011). Emotion, neuroscience, and law: A comment on Darwin and Greene. Emotion Review, 3(3), 293—295.
- Mikhail, J. (2010). Rawls' concept of reflective equilibrium and its original function in «A Theory of Justice». Washington University Jurisprudence Review, 3, 1.
- Mikhail, J. (2009). Is the prohibition of homicide universal? Evidence from comparative criminal law. Brooklyn Law Review, 75, 497.
- Mikhail, J. (2009). Moral grammar and intuitive jurisprudence: A formal model of unconscious moral and legal knowledge. In B.H. Ross (Ed.) & D. M. Bartels, C. W. Bauman, L. J. Skitka, & D. L. Medin (Eds.), Psychology of Learning and Motivation (Vol. 50, pp. 27-100). Academic Press.
- Mikhail, J. (2009). Dilemmas of cultural legality: A comment on Roger Cotterrell’s The Struggle for Law and a criticism of the House of Lords' opinions in Begum. International Journal of Law in Context, 4, 385—393.
- Mikhail, J. (2009). Unconscious choices in legal analysis. In P. H. Robinson, S. Garvey, & K. Ferzan (Eds.), Criminal Law Conversations (pp. 220—222). Oxford University Press.
- Mikhail, J. (2009). Constraining the necessity defense. In P. H. Robinson, S. Garvey, & K. Ferzan (Eds.), Criminal Law Conversations (pp. 359—361). Oxford University Press.
- Mikhail, J. (2009). Self-defense against wrongful attack: The case of the psychotic aggressor. In P. H. Robinson, S. Garvey, & K. Ferzan (Eds.), Criminal Law Conversations (pp. 374—375). Oxford University Press.
- Mikhail, J. (2008). Scottish common sense and nineteenth-century American law: A critical appraisal. Law and History Review, 26, 167.
- Mikhail, J. (2008). Moral cognition and computational theory. In W. Sinnott-Armstrong (Ed.), Moral Psychology, Vol. 3: The Neuroscience of Morality: Emotion, Disease, and Development (pp. 85-102). MIT Press.
- Mikhail, J. (2008). The poverty of the moral stimulus. In W. Sinnott-Armstrong (Ed.), Moral Psychology, Vol. 1: The Evolution of Morality: Innateness and Adaptation (pp. 143—152). MIT Press.
- Mikhail, J. (2007). «Plucking the mask of mystery from its face»: Jurisprudence and H.L.A. Hart. Georgetown Law Journal, 95, 733.
- Mikhail, J. (2007). Universal moral grammar: Theory, evidence, and the future. Trends in Cognitive Sciences, 11(4), 143—152.
- Mikhail, J. (2007). A dissociative view of the difference between law and ethics. California Law Review, 95(3), 115—137.
- Mikhail, J. (2006). Human rights and the end of the grand narrative. Journal of Social Philosophy, 37, 395—406.